# Kurt Matull
Kurt Matull, bürgerlich Eduard Carl Otto Wangemann (* 25. Februar 1872 in Treptow; † unsicher: 1920 in Berlin), war ein deutscher Schriftsteller, Journalist, Regisseur und Drehbuchautor beim Stummfilm. Matull war der Mädchenname seiner ersten Ehefrau.

## Leben

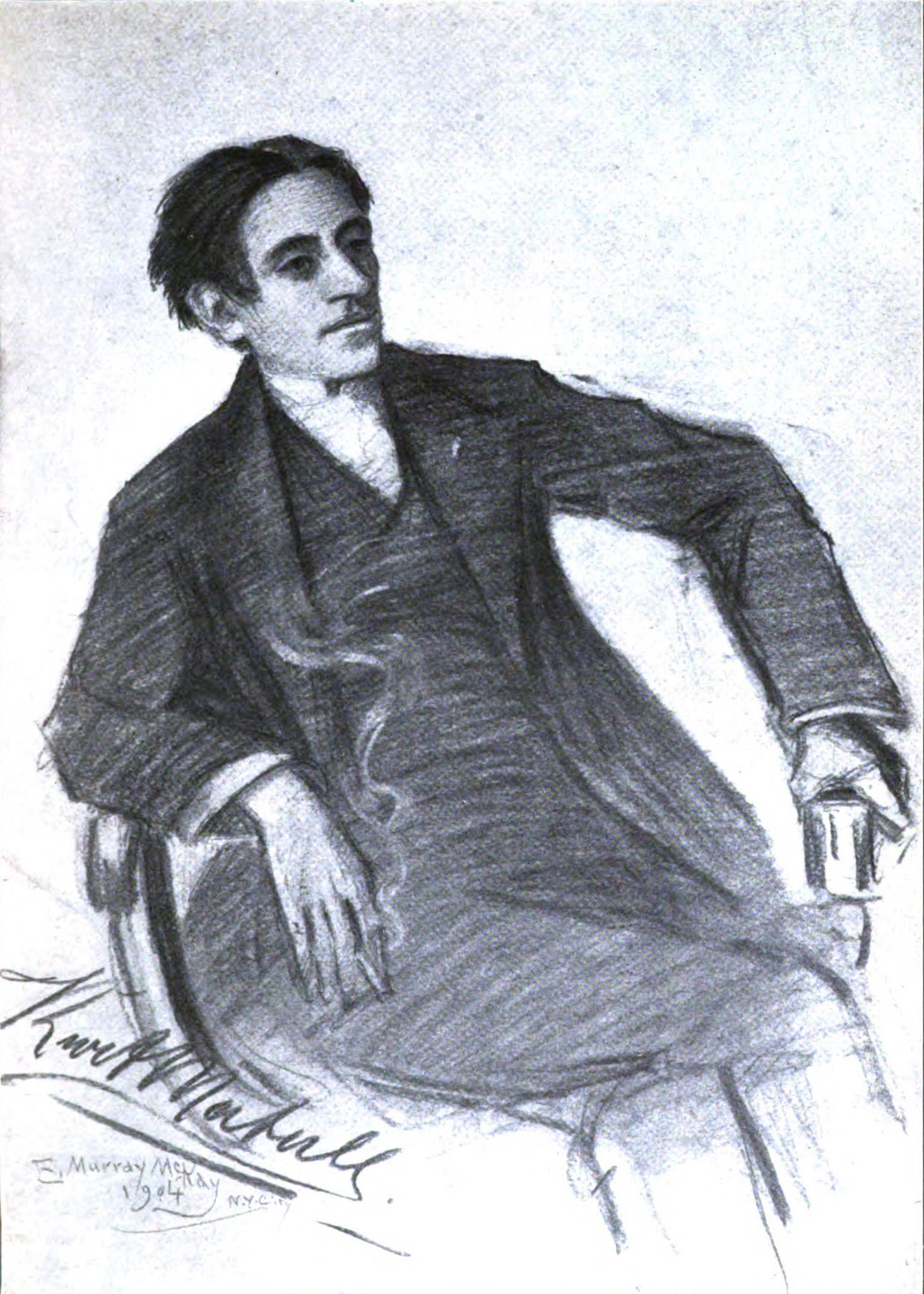
Kurt Matull, 1904 gezeichnet von Edwin Murray MacKay

Matull war der älteste Sohn von Otto Wangemann und Agnes Charlotte Rosa, geborene Berns. Er besuchte für einige Jahre das Gymnasium in Charlottenburg, ehe er sein Elternhaus wegen eines sich zuspitzenden Konflikts mit dem Vater im Alter von 16 Jahren verließ.
Matull-Wangemann war dreimal verheiratet. 1896 heiratete er Marie Matull. Der erste Sohn aus der Beziehung war Kurt Fritz Matull (* 1896, † 1945). Kurt Fritz wurde unehelich geboren, aber nach der Heirat seiner Eltern im August 1896 vom Vater als leibliches Kind anerkannt. Weitere Kinder aus dieser Ehe sind eine totgeborene Tochter († 1897) sowie der zweite Sohn Hans Otto Wangemann (* 1901, † 1918).
1908 heiratete Matull in Strand, London, UK, Helene Sturm, die 1909 im Alter von 27 Jahren starb, 1910 Anna Maria Elsbeth Szczodrowski (1884–1933). Kurz nach der Heirat erkannte er den 1904 geborenen Otto Hans Reinhold Szczodrowski (* 1904) als seinen leiblichen Sohn an. Die Ehe wurde am 12. Mai 1912 durch Urteil des Königlichen Landgerichts III in Berlin für nichtig erklärt, bestand aber anscheinend fort. Bei der Eintragung von Elsbeth Wangemann als Gesellschafterin der Phöbus-Film in das Berliner Handelsregister am 4. April 1916 wurde festgehalten: „Als Einlage auf das Stammkapital werden in die Gesellschaft eingebracht von der Gesellschafterin Frau Elsbeth Wangemann drei von ihrem Ehemann, Herrn Eduard Wangemann genannt Matull, herrührende Films...“. Anzumerken ist, dass die Vornamen Kurt oder Eduard für Matull-Wangemann oft variierten.
Laut den digitalisierten Berliner Adressbüchern lebte Kurt Matull viele Jahre in Berlin-Halensee am Kronprinzendamm 1, zuletzt 1920 unter dem Namen Eduard Wangemann als „Schriftsteller und Filmleiter“. Im folgenden Jahr, unter derselben Adresse, erscheint seine Frau Else als Witwe. Demnach verstarb er 1920.

## Beruf und künstlerische Tätigkeit
Nach dem frühen Auszug aus dem Elternhaus ermöglichte ihm sein malerisches Talent über einige Jahre ein karges Auskommen. Matull bereiste in jenen Jahren die Schweiz, Frankreich und Italien. Als der Versuch scheiterte sich in München als Maler weiterzubilden, kehrte er nach Berlin zurück, wo er in ärmlichen Verhältnissen lebte und sich der Schriftstellerei zuwandte. 1893 soll er sein erstes Theaterstück (Frauen von heute) geschrieben haben. Allmählich gewachsene Kontakte ermöglichten es ihm noch vor 1900 einige seiner dramatischen Werke wenigstens zum Vortrag zu bringen. Überliefert sind aus dieser Zeit aber zwei andere Schriften, die er im Verlag Wilhelm R. Berndt veröffentlichen konnte. Einerseits die vom Inhalt her unbekannt gebliebene Broschüre Sensationell! Wird Dreyfus verurtheilt?, andererseits eine mit dem Titel  'Licht'. Kurze Schilderung des Lichtheilverfahrens und seiner Erfolge. Ein Mahnwort an Gesunde und Kranke.
1901 verließ er Berlin und arbeitete für ein halbes Jahr als Hausdiener in Hotels in Paris, ehe er noch im selben Jahr mit seiner Frau in die USA zog. Dort dauerte es eine Zeit lang, bis er ab etwa 1902/03 in New York Beiträge für die Evening Post, die New York World, den New York Herald und für das Everybody’s Magazine liefern konnte. Zwischen August 1903 und April 1904 sicherte sich ein gewisser Charles Racine Tyler in USA das Copyright für insgesamt 13 Theaterstücke Matulls, die teilweise Jahre später in Berlin unter deutschem Titel verlegt wurden.
1905 kehrte er nach Deutschland zurück, auch weil Ferdinand Bonn, den er in New York kennengelernt hatte, ihm eine Stelle als Dramaturg am Berliner Theater vermittelte. Er schrieb weiterhin zahlreiche Stücke, vor allem Lustspiele, aber auch Dramen. Zu seinen Werken zählen Der Fürst der Bretter, Der rote Pfarrer, Annemarie, Der große Unbekannte, Die arme Mieze und Die falsche Hochzeit. Darüber hinaus verfasste er ab 1908 Groschenheft-Sensationsgeschichten um Helden wie Nick Carter und Lord Lister, die auch im Ausland erfolgreich waren, beteiligte sich 1909 am Jugendroman John Workman – Der Zeitungsboy, verarbeitete seine USA-Erfahrungen in dem Roman Volldampf – Geschichte eines Jungen in Amerika und schrieb während des Ersten Weltkriegs auch patriotische Stoffe, wie etwa den 1915 erschienenen Roman Gott erhalte Franz den Kaiser!. Außerdem betätigte er sich als Operettenlibrettist für Giuseppe Becce.
In den frühen 1910er Jahren wechselte Matull zur Kinematographie, arbeitete als Regieassistent und begann Drehbücher zu verfassen. Mit dem fantastischen Stoff Der Schienenweg unterm Ozean debütierte er im Juli 1914, unmittelbar vor Ausbruch des Ersten Weltkriegs, an der Seite von Siegfried Dessauer als Regisseur. Matull machte sich während des Krieges vor allem einen Namen mit schwerblütigen Melodramen, in denen zu dieser Zeit populäre Schauspielerinnen wie Fern Andra und Pola Negri die Hauptrollen übernahmen. Außerdem inszenierte und produzierte er mehrfach deutsch-nationale, hurrapatriotische Stoffe. Im Februar 1916 beteiligte er sich an der Gründung der Phöbus-Film GmbH (1916–1917). Geschäftsführer war der Kaufmann Ismar Stern.
Wangemann-Matulls letzte filmische, aber auch literarische Werke, verlegt unter dem Pseudonym Kurt Berns (Das rotgetupfte Hemd) stammen aus den Jahren 1919/20.

## Filmografie (Auswahl)
als Regisseur, wenn nicht anders angegeben
- 1914: Das verräterische Wasserzeichen (nur Drehbuch)
- 1914: Der Schienenweg unterm Ozean (nur Co-Regie)
- 1915: Gesprengte Ketten (Co-Regie, zusammen mit Fern Andra)
- 1915: Kaspar Hauser (auch Drehbuch)
- 1915: Raffles, das Rätsel der Großstadt (auch Drehbuch)
- 1915: Als die Sabbatlichter erloschen … (auch Drehbuch)
- 1915: Es fiel ein Reif in der Frühlingsnacht (auch Produktion)
- 1916: Es war einst ein Prinzeßchen (auch Drehbuch)
- 1916: Die lustige Geschichte des Raffles, zwanzigtausend Mark Belohnung (auch Produktion)
- 1916: Es lebe der Kaiser. Dem Mutigen gehört die Welt (auch Produktion)
- 1916: Wildwasser (auch Produktion)
- 1916: ...und wer kein Kreuz und Leiden hat
- 1917: Hoch klingt das Lied vom U-Boot-Mann (auch Drehbuchvorlage)
- 1917: Rosen, die der Sturm entblättert
- 1917: Nicht lange täuschte mich das Glück
- 1917: Die Spur im Schnee (nur Drehbuch)
- 1918: Suchomlinow (auch Drehbuch)
- 1918: Das Geheimnis der Wetter
- 1918: Wenn das Herz in Haß erglüht
- 1919: Hiob
- 1919: Die Leibeigene
- 1919: Herbststürme